# Діаграма Ґанта

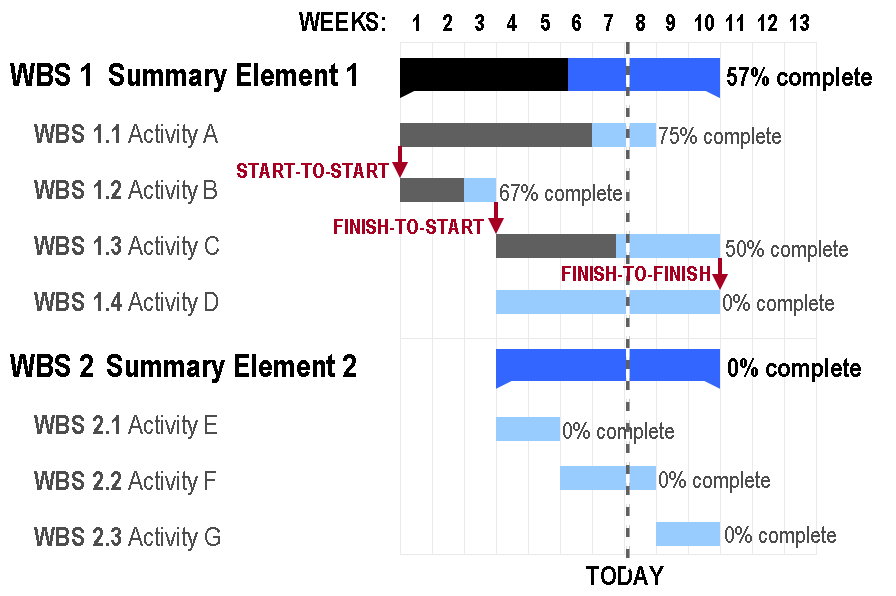
Діаграма Ґанта показує відсоток виконання завдань

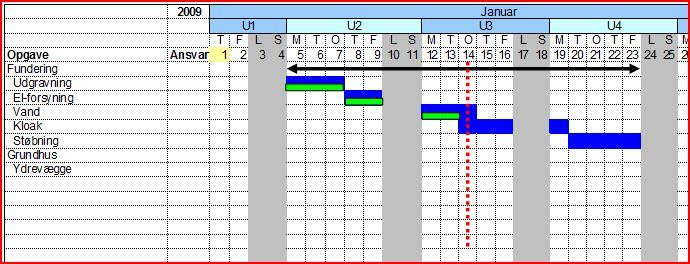
Приклад діаграми Ґанта

Діаграма Ґанта (також стрічкова діаграма, графік Ґанта) — діаграма, яка використовується для ілюстрації плану, графіка робіт за будь-яким проєктом. Є одним з засобів планування та управління проєктами.
Перший формат діаграми був розроблений Генрі Л. Ґантом (Henry L. Gantt, 1861-1919) у 1910 році.
Діаграма Ґанта являє собою стовпчикову діаграму: відрізки (графічні плашки) розміщені на горизонтальній шкалі часу. Кожен відрізок відповідає окремому завданню або підзадачі. Завдання і підзадачі, складові плану, розміщуються по вертикалі. Початок, кінець і довжина відрізка на шкалі часу відповідають початку, кінцю і тривалості завдання. На деяких діаграмах Ґанта також показується залежність між завданнями.
Діаграма може використовуватися для представлення поточного стану виконання робіт: частина прямокутника, що відповідає завданню, заштриховується, відзначаючи відсоток виконання завдання; показується вертикальна лінія, що відповідає моменту «сьогодні».
Часто діаграма Ґанта використовується спільно з таблицею зі списком робіт, рядки якої відповідають окремо взятій задачі, зображеній на діаграмі, а стовпці містять додаткову інформацію про задачу.